# Lucien Gillen
Lucien "Lull" Gillen, född den 7 oktober 1928 i Luxemburg, död den 11 augusti 2010 på samma plats, var en luxemburgsk tävlingscyklist som hade sina främsta framgångar på bana, där han blev trefaldig VM-medaljör i individuellt förföljelselopp, dubbel EM-medaljör i madison och vinnare av elva sexdagarslopp (sex av dem i par med Ferdinando Terruzzi). Därtill blev han nationsmästare i både sprint och individuellt förföljelselopp åtta gånger (dessutom samma år alla gångerna). På landsväg var hans största framgångar totalsegern i Tour de l'Oise 1955 och en etappseger i Tour de Luxembourg 1953.

## Meriter – bana
| 1949 2:a i individuellt förföljelselopp 1952 3:a i individuellt förföljelselopp 1954 3:a i individuellt förföljelselopp | 1959/1960 3:a i madison med Oscar Plattner 1963/1964 3:a i madison med Peter Tiefenthaler |

### Nationsmästerskap
| Luxemburgsk mästare i individuellt förföljelselopp: | 1948, 1949, 1950, 1951, 1952, 1955, 1956, 1964 |
| Luxemburgsk mästare i sprint:                       | 1948, 1949, 1950, 1951, 1952, 1955, 1956, 1964 |

### Sexdagarslopp[3][2]
Nedan listas Gillens segrar i sexdagarslopp:
| 1952/1953 Köpenhamns sexdagars med Kay Werner Nielsen 1953/1954 Saint-Étiennes sexdagars med Ferdinando Terruzzi Dortmunds sexdagars med Ferdinando Terruzzi Köpenhamns sexdagars med Ferdinando Terruzzi 1954/1955 Köpenhamns sexdagars med Ferdinando Terruzzi Gents sexdagars med Ferdinando Terruzzi | 1955/1956 Berlins sexdagars med Ferdinando Terruzzi 1956/1957 Köpenhamns sexdagars med Gerrit Schulte 1959/1960 Münsters sexdagars med Peter Post 1963/1964 Québecs sexdagars med Emile Severeyns 1964/1965 Montréals sexdagars med Robert Lelangue |

## Meriter – landsväg
| 1948 3:a i linjelopp vid Luxemburgska mästerskapen 1953 Vinnare av etapp 3 i Tour de Luxembourg | 1955 Vinnare totalt av Tour de l'Oise Vinnare av etapp 1 1963 2:a i linjelopp vid Luxemburgska mästerskapen |